# ريان ماسون
راين ماسون ( بالإنجليزية : Ryan Mason ) هو لاعب كرة قدم إنجليزي سابق من مواليد 13 يونيو عام 1991 مدرب لنادي توتنهام هوتسبير.

## روابط خارجية
- ريان ماسون على موقع قاعدة بيانات كرة القدم.إي يو (الإنجليزية)
- ريان ماسون على موقع ليكيب (الفرنسية)
- ريان ماسون على موقع ناشيونال فوتبول تيمز (الإنجليزية)
- ريان ماسون على موقع Soccerbase.com (لاعب) (الإنجليزية)
- ريان ماسون على موقع Soccerway.com (الإنجليزية)
- ريان ماسون على موقع عالم كرة القدم.نت (الإنجليزية)
- ريان ماسون على موقع AS.com (الإسبانية)